# KZ Langenstein-Zwieberge
Das Konzentrationslager Langenstein-Zwieberge in der Nähe von Halberstadt war ein  Außenlager des knapp 100 km südsüdöstlich liegenden Konzentrationslagers Buchenwald (als dem in der KZ-Organisation verantwortlichen Stammlager). Vom April 1944 bis zum April 1945 wurden hier insgesamt mehr als 7000 KZ-Häftlinge aus mindestens 23 Ländern inhaftiert und bei körperlich schwerster Zwangsarbeit ausgebeutet. Im Jahre 1949 wurden am Ort der Massengräber ein Mahnmal und Gedenktafeln eingeweiht. Seit 1976 gibt es auf dem Gelände der Gedenkstätte ein Museum. Der Stollen gehört seit 2022 einem privaten Investor aus Sachsen, der in dem ehemaligen KZ eine Luxus-Bunkeranlage errichten möchte. Ein Teil des Stollens kann im Rahmen der Öffnungszeiten der Gedenkstätte besichtigt werden.

## Geschichte

### April 1944 bis April 1945
Die erste Gruppe von 18 Häftlingen, unter ihnen der spätere Lagerälteste Hans Neupert, traf am 21. April 1944 aus Buchenwald ein und wurde auf der Kegelbahn des „Landhauses“, einer Ausflugsgaststätte unmittelbar an den Thekenbergen, untergebracht. Diesem „Vorauskommando“ folgten größere Gruppen von Häftlingen, besonders aus dem Stammlager Buchenwald und aus Neuengamme. Als die Aufnahmekapazität der Kegelbahn ausgeschöpft war, wurde ein Teil der Häftlinge in die Feldscheune „Am kleinen Holz“ am Ortsausgang von Langenstein verlegt; bald befanden sich dort über 700 Häftlinge, weshalb nach neuen Unterbringungsmöglichkeiten gesucht wurde.
In einer drei Kilometer außerhalb von Langenstein gelegenen Senke zwischen dem Hasselholz, den Zwiebergen und den Tönnigsbergen wurde mit dem Aufbau des Lagers Langenstein-Zwieberge begonnen. Als am 1. Juli das Lager im Rohbau stand, begann der „Umzug“ der Häftlinge, der im September 1944 mit der offiziellen Fertigstellung abgeschlossen war. Die Örtlichkeit lag weiter entfernt vom Stollen als das „Landhaus“ und die „Feldscheune“. Sie war durch ihr natürliches Landschaftsrelief von der Umgebung abgeschirmt und so vor „unliebsamen Besuchern“ versteckt. Die Häftlinge wurden den Bewohnern der umliegenden Dörfer, besonders Langenstein, nur noch bewusst, wenn sie auf dem Weg vom Langensteiner Bahnhof zum Lager oder vom Lager zum Stollen waren.
Das Konzentrationslager bestand formal aus drei Kommandos. Das größte Kommando mit der Bezeichnung „Malachit“ musste ein unterirdisches Stollensystem in die Thekenberge treiben. Das Kommando bestand aus insgesamt mehr als 6000 Häftlingen, die im „Großen Lager“ untergebracht waren. Sie errichteten innerhalb von zehn Monaten in den Thekenbergen ein Stollensystem von etwa 13 km Länge mit einer Gesamtfläche von 67.000 m² (geplant waren 72.000 m²) und bauten es teilweise für eine spätere Produktionstätigkeit aus.
Das Kommando „Junkers“ (Malachit AG) sollte in den letzten Kriegsmonaten mit seiner Produktionstätigkeit als Zulieferer im Rahmen des „Jäger- und A 4-Programms“ beginnen. Vermutlich war die Produktion von Motorteilen für Düsenjäger geplant. Obwohl Maschinen teilweise installiert waren, kam es nie dazu. Die Häftlinge, die aus Aschersleben, Niederorschel, Langensalza und den Junkers-Werken Halberstadt nach Langenstein-Zwieberge gebracht worden waren, wurden ebenfalls beim Ausbau der Stollen und in den anderen Arbeitskommandos eingesetzt. Alle 869 Häftlinge dieses Kommandos wurden im „Kleinen Lager“ untergebracht.
Das Kommando „Maifisch“, dem 200 Häftlinge angehörten, sollte einen Stollen für die Firma Krupp in den Hoppelberg treiben. Dieses Projekt wurde wegen des dort anstehenden sehr festen Neokom-Sandsteins schnell wieder aufgegeben, da dieser Hügel als ungeeignet erachtet wurde; die Häftlinge wurden Ende Januar 1945 in das Kommando „Malachit“ eingegliedert.
Des Weiteren verfügte das Lager über drei Außenkommandos: Hecklingen (Oktober bis November 1944), Wernigerode (Oktober 1944 bis April 1945) und Magdeburg (März bis April 1945).

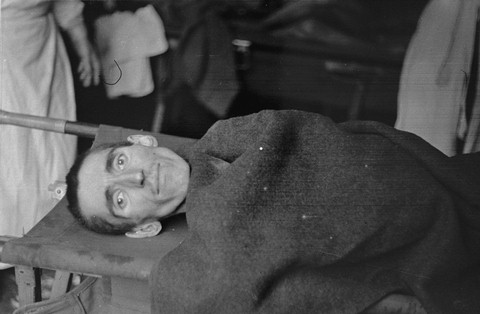
Ein Überlebender des Lagers Langenstein-Zwieberge wird in ein Hospital verbracht. Aufnahme vom April 1945.

Während der Gesamtdauer seines Bestehens befanden sich im Konzentrationslager Langenstein-Zwieberge mehr als 7000 Häftlinge, von denen bis zur Befreiung des Lagers durch Einheiten der 8. amerikanischen Panzerdivision am 11. April 1945 etwa 2000 starben. Am 8. April 1945 erlebte das nahe Halberstadt einen so schweren Angriff, dass 80 Prozent der Stadt zerstört waren. Bevor die Häftlinge auf die „Todesmärsche“ geschickt wurden, zwang man sie zur Trümmerbeseitigung in der Stadt. Über 2500 Häftlinge starben auf dem „Todesmarsch“, auf den die gehfähigen Häftlinge des Lagers am 9. April 1945 geschickt wurden und der diese über Quedlinburg, Aschersleben, Köthen, Bitterfeld und Prettin nach Wittenberg und in einigen Fällen bis nach Genthin führte. Eine Vielzahl ehemaliger Häftlinge starben nach ihrer Befreiung in den Krankenhäusern der Umgebung oder auch nach der Rückkehr in ihre Heimat an den unmittelbaren Folgen ihres KZ-Aufenthaltes.

### In der DDR
Der Stollen wurde in der DDR von der Nationalen Volksarmee (NVA) als Komplexlager 12 zum Lagern von Gerät genutzt.

### Nach 1990
Das Gelände und der Stollen in Langenstein-Zwieberge fielen nach dem Beitritt der DDR zur BRD an die Treuhandanstalt. Zwischenzeitlich wurde in den Stollen nun wertloses Ostgeld gelagert. Die Treuhand verkaufte den ehemaligen KZ-Stollen bei Halberstadt an einen privaten Investor. Das Land Sachsen-Anhalt machte von seinem Vorkaufsrecht keinen Gebrauch. Es entschied sich auch in den 2000er Jahren nach der Privatinsolvenz eines ersten Investors abermals dagegen, den Stollen in Landesbesitz zu überführen. Das Gelände ging für 500.000 Euro an einen privaten Investor aus Sachsen, der in dem ehemaligen KZ eine Luxus-Bunkeranlage errichten möchte.

## Vernichtung durch Arbeit

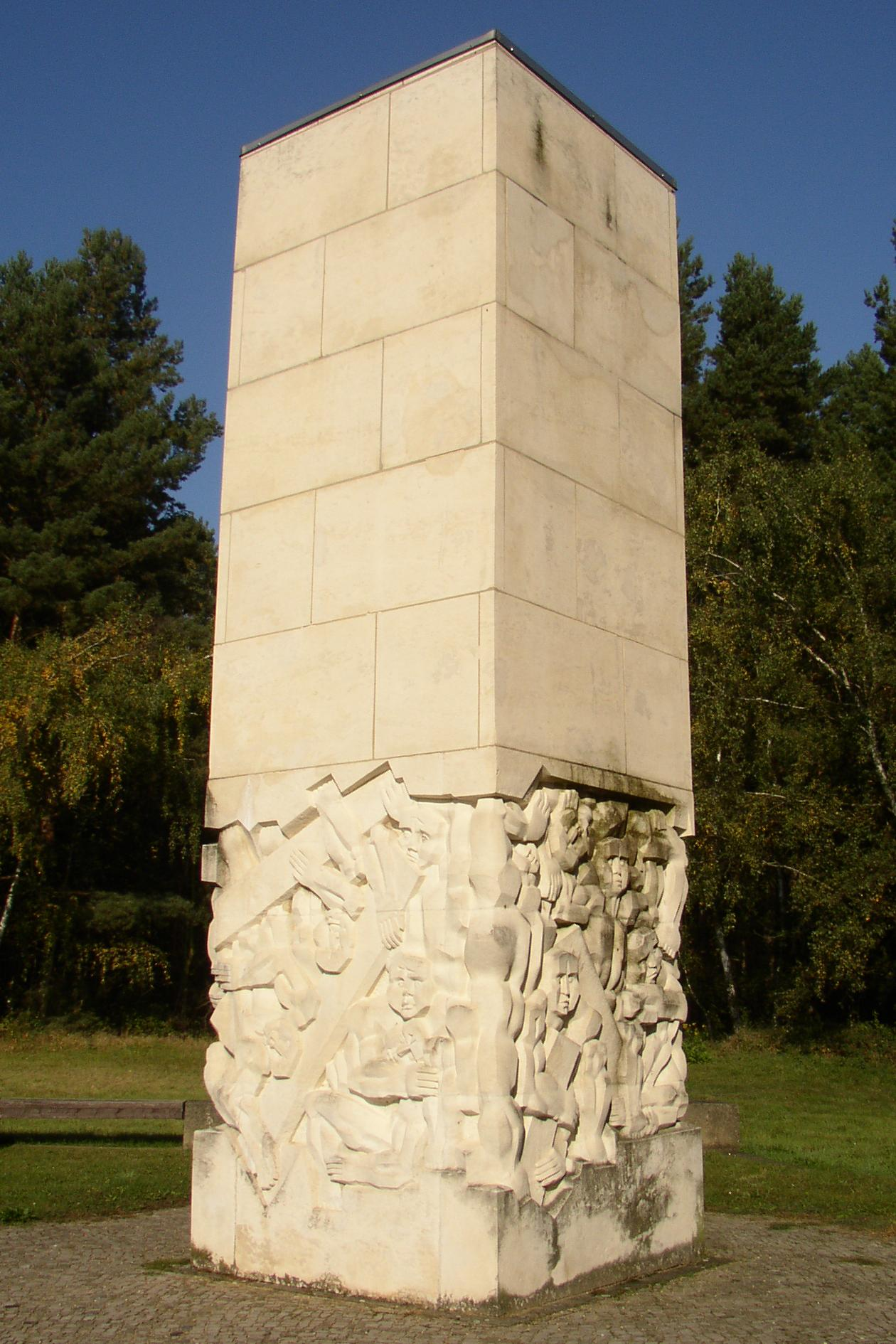
Stele Vernichtung durch Arbeit (von Wolfgang Roßdeutscher)

Den Hauptgrund für das Sterben der Häftlinge in Langenstein-Zwieberge bildete eine Methode, die als „Vernichtung durch Arbeit“ bezeichnet wurde, auch in anderen Konzentrationslagern Anwendung fand und auf einem Kreislauf der „indirekten Massenvernichtung“ beruhte. Bei Arbeitszeiten von bis zu 12 Stunden pro Tag wurde nur minimale medizinische Versorgung gewährt. Die stetige Verschlechterung der Ernährungslage führte zu körperlicher Entkräftung, vermehrter Anfälligkeit für Infektionen und somit reduzierter Arbeitsleistung. Dies zog eine brutalere Behandlung durch Kapos, Vorarbeiter oder SS-Bewacher nach sich.

## Die Todeskiefer
Die außerhalb des Lagers, aber dicht hinter dem Lagerzaun stehende „Todeskiefer“ diente der Erhängung von gefassten Flüchtenden. Die Folterungen und Hinrichtungen fanden vor den Augen der nicht gerade im Arbeitseinsatz befindlichen Häftlinge statt. Manchmal mussten die Lagerinsassen ihre Kameraden sogar selbst hängen. Die anderen Inhaftierten wurden gezwungen, das Tötungsritual von der Innenseite des Lagerzauns mit anzusehen.

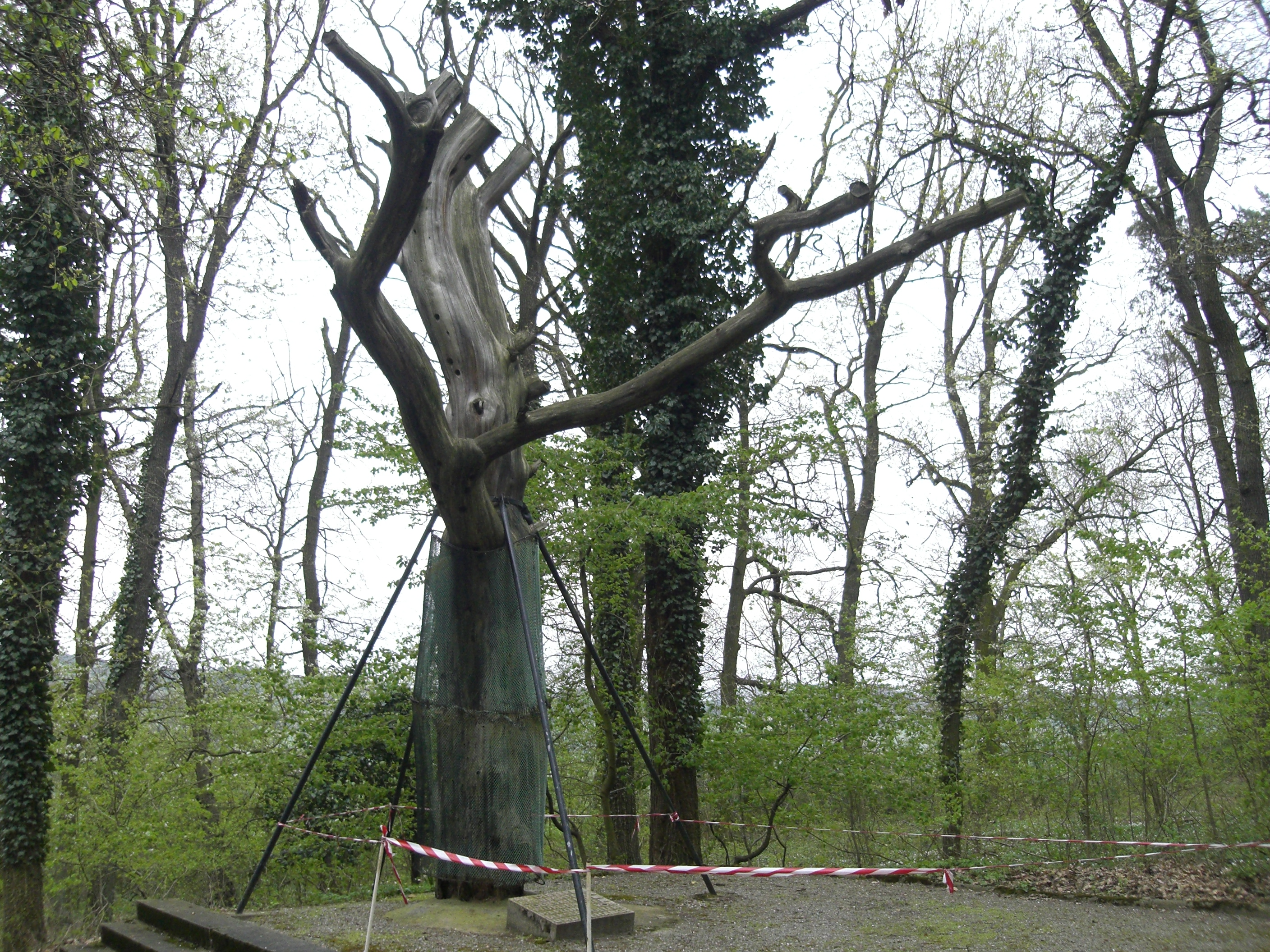
Die Todeskiefer, April 2014. Der Baum ist seit den 1960ern abgestorben.

Am 7. September 1944 wurden sechs Personen nach einem gescheiterten Fluchtversuch gehängt. Sie hatten sich unter Führung des russischen Häftlings Andrej Iwanowitsch, eines Obersts der Roten Armee, organisiert. Iwanowitsch bat einen französischen Häftling namens Nevrouz Tzareghian, der in der SS-Bäckerei arbeitete, ausreichend Brot für die Gruppe zu stehlen. Nachdem Tzareghian das Brot entwendet hatte, kam es jedoch zu einem verheerenden Zwischenfall. Der Fluchtversuch scheiterte, zwei Wochen später wurden drei der Kameraden von der SS gefangen und mehrere Tage lang grausam misshandelt. Unter ihnen befand sich ein 17-jähriger Häftling, der infolge der Folter Andrej Iwanowitschs Namen preisgab. Daraufhin wurde Iwanowitsch befohlen, die Fässer unter den Todeskandidaten wegzustoßen. Iwanowitsch aber antwortete dem SS-Mann: „Du bist das Scheusal, also hänge sie selber.“ Nach dieser Weigerung wurde Iwanowitsch von dem SS-Mann gehängt. Wahrscheinlich lebte er noch, als er von der Todeskiefer genommen und in einer mit Beton gefüllten Grube versenkt wurde (siehe Grabplatte am Gedenkort „Todeskiefer“ innerhalb der Gedenkstätte Langenstein-Zwieberge). Die Entdeckung bisher unveröffentlichter Dokumente in französischen und amerikanischen Archiven stellt die Behauptung des „lebendigen Begräbnisses“ von Andrej Iwanowitsch jedoch in Frage.
Die Todeskiefer kann nicht nur als Symbol des Leidens und des Grauens verstanden werden, sondern auch als Zeichen neuen Mutes und des Widerstandes.

## Bewachung des Lagers
Die Häftlinge wurden zunächst von einem etwa 500 Mann starken SS-Totenkopftrupp unter dem Oberscharführer Paul Tscheu bewacht. Dies waren neben Angehörigen der SS Luftwaffensoldaten des nahe gelegenen Fliegerhorstes Halberstadt-Quarmbeck. Nach Errichtung des Lagers wurde Tscheu Lagerkommandant von Langenstein-Zwieberge.

## Die Gedenkstätte Langenstein-Zwieberge

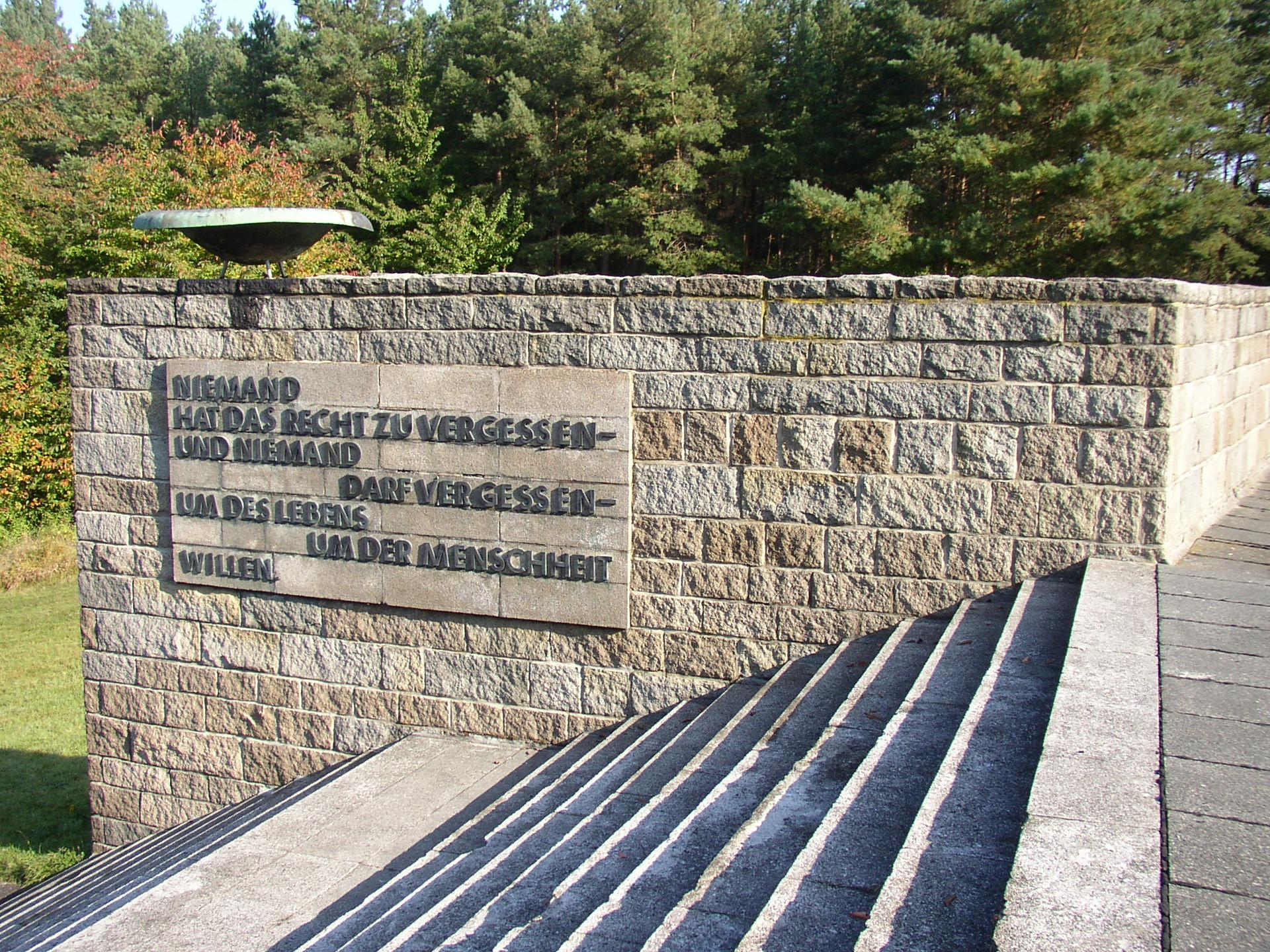
Gedenktafel an der Mahn- und Gedenkstätte

Am 11. September 1949 wurden am Ort der Massengräber ein Mahnmal und Gedenktafeln eingeweiht. Später wurde die Mahn- und Gedenkstätte umgestaltet und am 7. September 1968 übergeben.

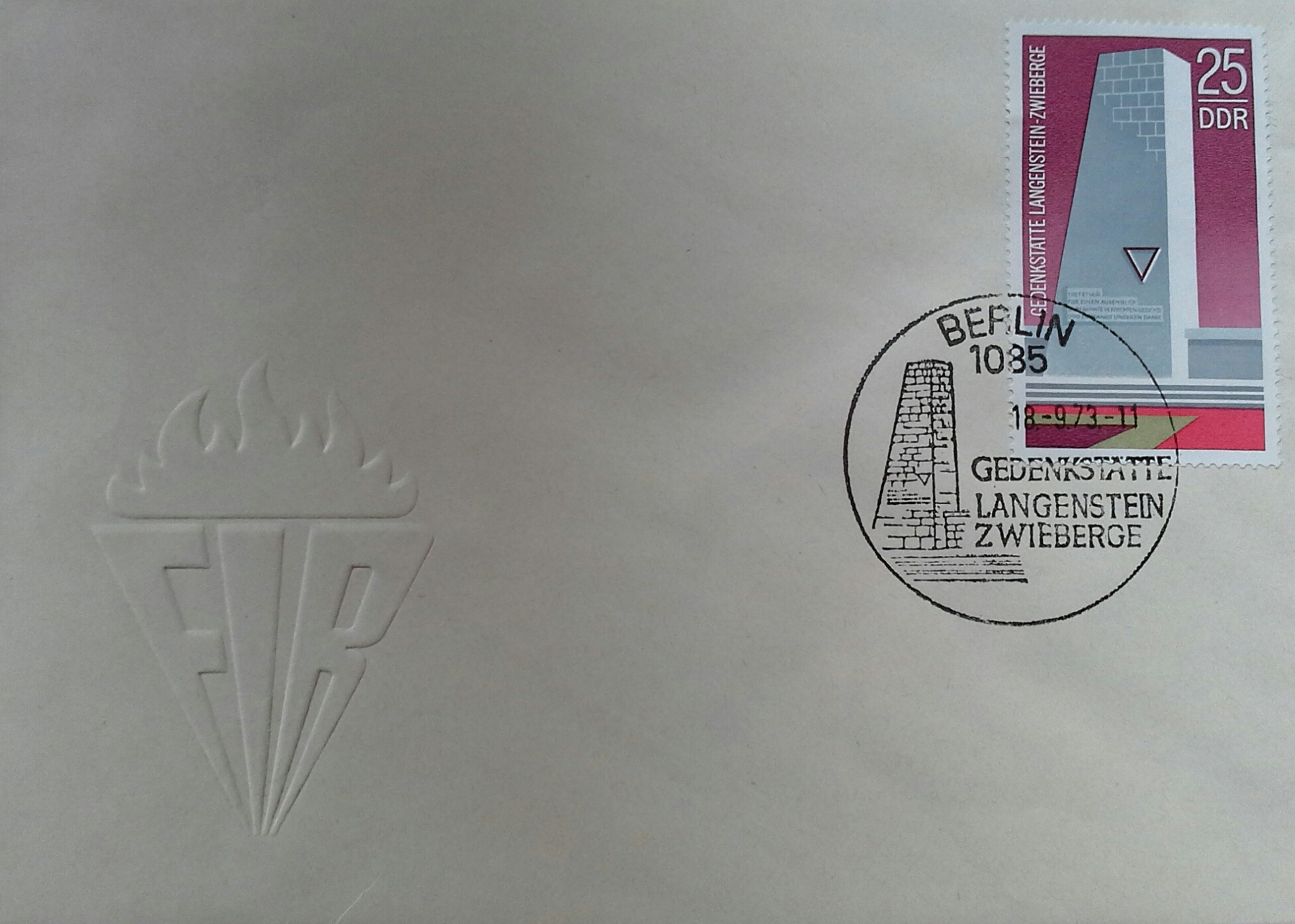
Von Hans Detlefsen gestaltete Briefmarke der Deutschen Post auf Ersttagsbrief.

1973 edierte die Deutsche Post eine Briefmarke Gedenkstätte Langenstein-Zwieberge.
Seit dem 12. September 1976 gibt es auf dem Gelände der Gedenkstätte ein Museum. In den 1990er Jahren wurde die Dauerausstellung der Gedenkstätte überarbeitet und im Jahre 2001 eingeweiht. Außerdem finden jährlich zum Anlass der Befreiung des Lagers die „Tage der Begegnung“ statt. Während eines Wochenendes zu Beginn des Monats April kehren ehemalige Häftlinge des Lagers gemeinsam mit ihren Angehörigen nach Langenstein-Zwieberge zurück und kommen dabei mit Schülern, Studenten und Auszubildenden aus der Region in Kontakt.
Anlässlich des Gedenktages am 27. Januar 2009 bereiteten Jugendliche einer 12. Klasse des Käthe-Kollwitz-Gymnasiums Halberstadt eine Gedenkveranstaltung von Schülern für Schüler vor. Jeder Einzelne der 18-jährigen führte eine kleine Gruppe von Schülern der 5. Klassen seiner Schule durch die Gedenkstätte und das ehemalige Lagergelände. In ihrer Einladung an die 11- bis 12-Jährigen schrieben die 17- bis 18-Jährigen: „Da die Stimme der ehemaligen Häftlinge beginnt, schwächer zu werden, liegt es nun also an uns, neue Formen des Gedenkens zu finden, um die Erinnerung an die Geschehnisse zur Zeit des Nationalsozialismus zu bewahren. Deshalb wird diese Gedenkveranstaltung von Schülern für Schüler vorbereitet.“ Diese Tradition des Käthe-Kollwitz-Gymnasiums Halberstadt wird auch heute noch gepflegt und durchgeführt.

## Bekannte Gefangene des Lagers
- Hans Gunther Adler
- Vladimir Aïtoff
- Louis Dalle SS.CC. (1922–1982), von 1971 bis 1982 Prälat von Ayaviri
- Alex Deutsch
- Anton Hilckman
- Ivan Ivanji
- Georg Kühlewind
- Arno Lustiger
- Hans Neupert
- Hélie de Saint Marc

### Erinnerungsberichte und Belletristik
- H. G. Adler: Panorama. Roman in 10 Bildern. Olten 1968. (München: Piper 1988)
- H. G. Adler: Der Wahrheit verpflichtet. Gerlingen 1998.
- H. G. Adler: Eine Reise. Wien: Picus 1999.
- Alberto Berti: Die Reise zum Planeten der Nazis. Trieste – Buchenwald – Langenstein. Mailand 1989.
- Louis Bertrand: Nummer 85250. Konzentrationslager Buchenwald – Aussenkommando Langenstein-Zwieberge. Témoignage. Valdoie: Prête-moi ta plume 2005.
- Louis Bertrand: Nummer 85250. Konzentrationslager Buchenwald – Außenkommando Langenstein-Zwieberge. Erinnerungen. Halle (Saale): Mitteldeutscher Verlag 2019.
- Miervaldis Birze (eig. Augusts Miervaldis Bērziņš): Spilves klajuma vējos (In den Winden der Ebene von Spilve). In: Salaspils nāves nometnē (Im Todeslager von Salaspils), Riga 1964 (Digitalisat der 3. Auflage von 1975 auf egramatas.com; dort S. 229–260, Langenstein S. 246–254).
- Louis Brun: De Notre-Dame du Puy à Buchenwald. Le Puy: Imprimerie Jeanne d’Arc o. J.
- Dino Burelli: Mama, mir geht’s gut… Ich hab mir nichts getan! Aus dem Italienischen von Matthias Wolf, Magdeburg: Stiftung Gedenkstätten Sachsen-Anhalt 2010.
- Gabriel Campredon: Louis Dalle un homme libre. Saint Chély-d’Apcher: Association „Louis Dalle un homme libre“ 5. Auflage 2002.
- Comité „Fidélité“. Jean Lepicier. Jociste angevin. Déporté et mort à Buchenwald (Kdo Langenstein). 1992.
- Roger Coupechoux: La nuit de Walpurgis. Avoir vingt ans à Langenstein. Paris: L’Harmattan 2004.
- Lucien Gaben: L’honneur d’être témoin. Albi: Imprimerie coopérative du sud ouest 1990.
- Michel Gerbeaux: 20 ans après … Un déporté se souvient! Dreux: Imprimerie moderne de Dreux 1965.
- Konrad Hager: Protokoll des Unbegreiflichen. Aus dem Tagebuch eines Landpfarrers. Halberstadt 1945, Neudruck 2008.
- Ivan Ivanij: Schattenspringen. Wien: Picus 1993.
- Ivan Ivanij: Die andere Seite der Ewigkeit. Zwanzig Geschichten vom Tod. Wien: Picus 1994.
- Bernard Klieger: Le chemin que nous avons fait. Bruxelles: Editions BEKA 1946.
- Bernard Klieger: Der Weg, den wir gingen. Bruxelles: Codac Juifs 1960.
- Basqual de Lecat: Le miracle. Mulhouse: Imprimerie Bader 1963.
- Paul Le Goupil: La route des crématoires. Labergement: L’Amitié par le livre 1962/1983. ISBN 2-7121-0100-6
- Paul Le Goupil: Un Normand dans… Itinéraire d’une guerre 1939-1945. Paris: Editions Tirésias Michel Reynaud 1991.
- Paul Le Goupil: Erinnerungen eines Normannen 1939-1945. Paris: Editions Tirésias Michel Reynaud 1995.
- Paul Le Goupil: Resistance und Todesmarsch, 2015, ISBN 978-3-86841-137-9.
- Roger Leroyer: Clamavi ad te… j’ai crié vers toi j’ai tellement crié vers toi… Cestas: Eigenverlag des Autors 1996.
- Roger Leroyer: Clamavi ad te. Jena: Bussert & Stadeler 2003.
- Arno Lustiger: Sing mit Schmerz und Zorn. Berlin: Aufbau-Verlag 2004.
- Charles Molette: Gérard Cendrier. Scout en franciscain mort à Buchenwald en 1945. “L’un des cinquante”. Magny-les-Hameaux: Socéval 2006.
- Jean de Montangon: Un Saint-Cyrien des années 40. Éditions France-Empire 1987.
- Maurice Obréjan: L’étrange destinée d’un homme trois fois français. Paris: La Pensée Universelle 1994.
- Roger: Pannier: Jusqu’au martyre. Éditions des Etannets 1995.
- Maître Pierre Antoine Perrod. L’honneur d’être dupe. Éditions Horvath 1982.
- Petit, Georges. Retour à Langenstein. Une expérience de la déportation. Paris: Belin 2001.
- Petit, Georges. Rückkehr nach Langenstein. Erfahrungen eines Deportierten. Hürth bei Köln: Edition Memoria 2004.
- Rimpau, Cornelia. Der Magnetberg. Reinbek bei Hamburg: Rowohlt 1989.
- Hélie de Saint Marc: Mémoires – Les champs de braises. Paris: Perrin 1995 (2002).
- Hélie de Saint Marc: Asche und Glut: Erinnerungen. Friedberg: Edition AtlantiS 1998.
- Hélie de Saint Marc: Les sentinelles du soir. Paris: Les Arènes 1999.
- Hélie de Saint Marc: Die Wächter des Abends. Friedberg: Edition AtlantiS 2000.
- Hélie de Saint Marc und August von Kageneck: Notre histoire 1922-1945. Paris: Les Arènes 2002.
- Hélie de Saint Marc: Toute une vie. Paris: Les Arènes 2004.
- Hans Sarkowicz (Hrsg.): „Als der Krieg zu Ende war…“. Erinnerungen an den 8. Mai 1945. Frankfurt a. M. und Leipzig: Insel 1995.
- Jean Sauvot: Tu raconteras à ton fils. Éditions Vent de Crau 1985.
- Emile Torner: Résister, c’est exister. Paris: Éditions Delga 2010.
- Louis de Wijze: Ontsnapping uit de dodenmarsch. Amsterdam: De Bataafsche Leeuw 1995.
- Louis de Wijze: Only my life: a survivor’s story. New York: St. Martin’s Press 1997 (englische Übersetzung).
- Louis de Wijze: Rien que ma vie. Récit d’un rescapé. Paris: L’Harmattan 2001 (französische Übersetzung).
- Edmund Wojnowski: Człowiek przetrzymał. Gdańsk: Zrzeszenie Kaszubsk´-Pomorskie 1985.
- Edmund Wojnowski: Egzamin Dojrzałości. Toruń: Wydawnictwo „Żywe Kamienie“ 2000.

### Sachbücher
- Laurent Baccaria: Commandant de Saint-Marc. Paris: Édition académique Perrin 1989.
- Volker Jakob und Annet van der Voort: Anne Frank war nicht allein. Lebensgeschichten deutscher Juden in den Niederlanden. Berlin und Bonn: J.H.W. Dietz Nachf. 1988.
- Ellen Fauser (Hrsg.): Die Kraft im Unglück. Erinnerungen an Langenstein-Zwieberge – Außenlager des KZ Buchenwald. Halberstadt o. J.
- Landeszentrale für politische Bildung Sachsen-Anhalt (Hg): Verortet. Erinnern und Gedenken in Sachsen-Anhalt. Magdeburg 2004.
- Paul Le Goupil und Roger Leroyer: Mémorial des Français déportés au camp de Langenstein-Zwieberge. Kommando de Buchenwald. Luneray : Imp. Bertout o. J.
- Paul Le Goupil und Roger Leroyer: Erinnerung an Langenstein-Zwieberge. Außenlager von Buchenwald. (Deutsche Übersetzung von Gesine Daifi).
- Arno Lustiger: Zum Kampf auf Leben und Tod. Vom Widerstand der Juden 1933-1945. Köln: Kiepenheuer & Witsch 1994.
- Jean-Pierre Valantin und Nicolas Bertrand: Der Todesmarsch der Häftlinge des Konzentrationslagers Langenstein-Zwieberge // La marche de la mort des détenus du camp de concentration Langenstein-Zwieberge, Aus dem Deutschen von Gesine Daifi, Halle (Saale): Mitteldeutscher Verlag, 2017.